# Lenguas de Sudáfrica

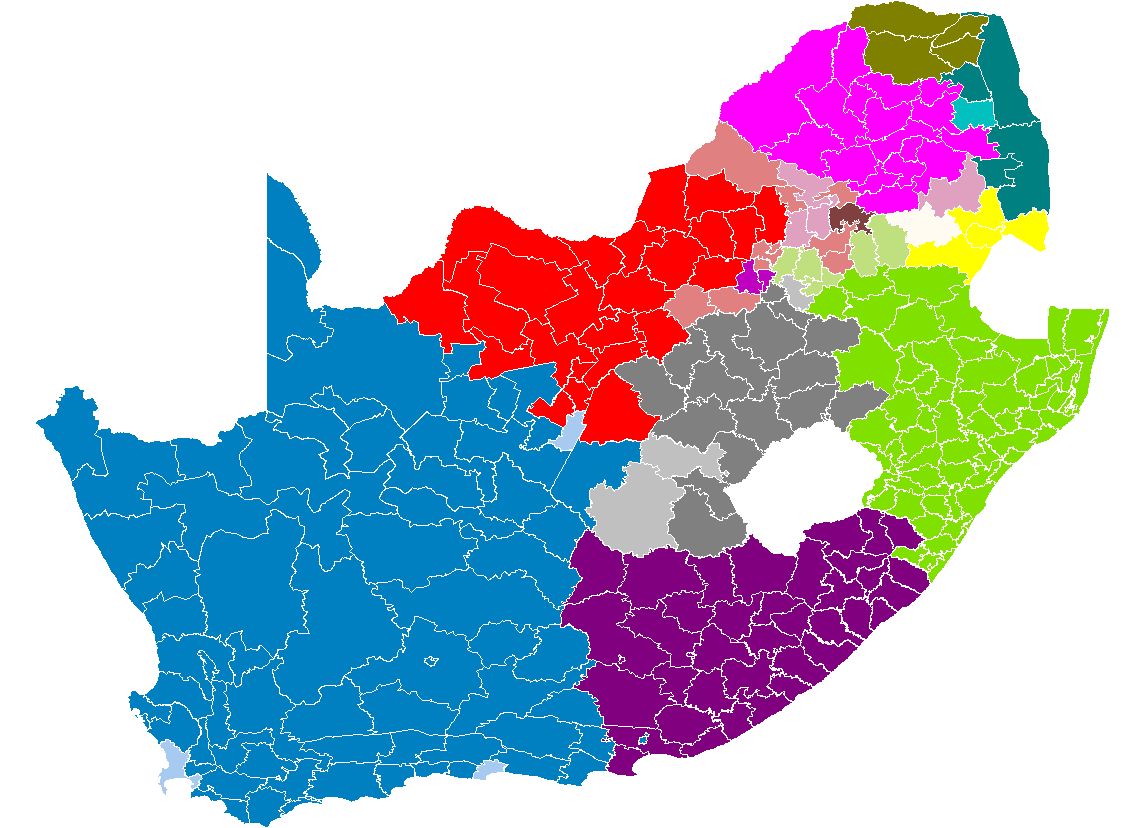
Mapa que muestra los principales idiomas de Sudáfrica por municipio.
Afrikáans
Setsuana
Sesoto
Xhosa
Sesoto sa leboa
Ndebele del sur
Zulú
Venda
Tsonga
Suazi

Sudáfrica tiene doce idiomas oficiales y también reconoce ocho idiomas no oficiales como «idiomas nacionales». De las lenguas oficiales, dos son lenguas indoeuropeas, el inglés y el afrikáans, mientras que nueve son lenguas de la familia bantú, y por último es oficial la lengua de señas sudafricana. Por lo tanto, es el país con mayor número de lenguas oficiales del mundo solamente superado por Bolivia.

## Idiomas oficiales

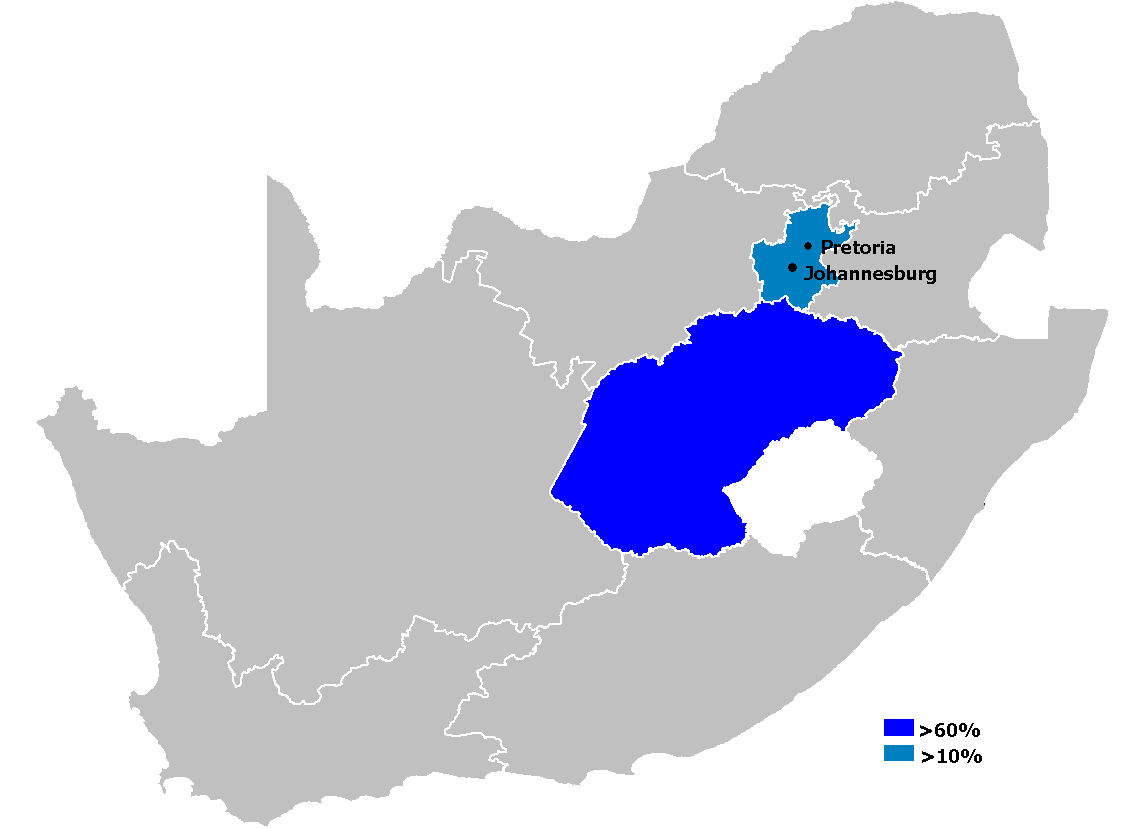
Distribution geográfica del sesoto en las provincias de Sudáfrica.

Las doce lenguas oficiales de Sudáfrica son las siguientes (con el nombre utilizado para cada idioma, por los hablantes de esa lengua, entre paréntesis): Inglés (English) , zulú (isiZulu), xhosa (isiXhosa), afrikáans (afrikaans), sesoto sa laboa (sesotho sa Leboa), setsuana (setswana), tsonga (xitsonga), suazi (siSwati), venda (tshivenda),sesoto (sesotho) y lengua de señas sudafricana.
El más común de los idiomas hablados en el hogar por los sudafricanos es el zulú (el 23,8 % habla zulú en el hogar), seguido del xhosa (17,6 %) y del afrikáans (13,3 %).
El inglés es solo el sexto idioma más hablado del país como lengua materna, con el 8,2 % del total (1/3 de los blancos, el 10 % de los mestizos y el 60 % de los asiáticos), pero es entendido en la mayoría de las zonas urbanas y es la lengua predominante en el gobierno y los medios de comunicación, alcanzando su conocimiento a 1/3 de la población.
La mayoría de los sudafricanos habla un idioma de una de las dos principales ramas de las lenguas bantúes representadas en el Sur de África: la rama sotho-tswana (sesoto, setsuana, soto del norte), o la rama nguni (ndebele del sur, suazi, xhosa, zulú, isiNdebele). Dentro de cada grupo, los diversos idiomas son en su mayor parte inteligibles para un hablante nativo de cualquier otra lengua dentro de su grupo.
Como puede verse en los mapas que acompañan, los nueve idiomas indígenas africanos de Sudáfrica puede dividirse en dos zonas geográficas; los idiomas nguni son predominantes en el sudeste del país (la costa del océano Índico) y las lenguas soto son predominantes en el tercio norte del país, situadas más al interior, como también en Botsuana y Lesoto. Gauteng es la provincia lingüísticamente más heterogénea, con aproximadamente el mismo número de hablantes de nguni, soto y las lengua indoeuropeas. Esto ha dado lugar a la propagación de un argot urbano, tsotsitaal, en las grandes barriadas urbanas en la provincia.
Los idiomas tsonga y venda no pertenecen ni a la rama nguni ni a la sotho-tswana.
El afrikáans, un idioma derivado del neerlandés, es la lengua mayoritaria en el tercio occidental del país (provincia Occidental del Cabo y provincia Septentrional del Cabo). Se habla no solo por la mayoría de los blancos (60 %), sino también por el 90 % de los coloureds (mestizos) del país. El afrikáans también se emplea ampliamente en todo el centro y el norte del país, como una segunda (tercera o incluso cuarta) lengua por los sudafricanos que viven en zonas agrícolas. El afrikáans es hablado o comprendido por una cuarta parte de la población (casi la totalidad de las comunidades blanca y coloured y ciertas minorías entre las comunidades negra y asiática), siendo la segunda lengua de comunicación tras el inglés y por delante del zulú.

## Otros idiomas no oficiales
La Constitución también reconoce otros nueve no oficiales «idiomas nacionales»:
Fanagalo, joi, san, nama, lobedu (khilobedu), ndebele del norte (sindebele), lengua de signos y tamil.
El fanagalo es un pidgin basado en el zulú, el inglés y el afrikáans y usado como lingua franca en las industrias mineras. El joi, el san y el nama son las lenguas o grupos dialectales originales de hotentotes y bosquimanos, habitantes autóctonos del oeste de Sudáfrica, y pertenecen a la familia joisana, caracterizada por el uso de chasquidos. El lobedu, el nama, el ndebele del norte y el fuci son lenguas Níger-Congo de la rama bantú. El tamil es una lengua dravídica originaria de India y hablada de forma muy minoritaria por parte de la población sudafricana de origen asiático.

## Censo
El censo de 2001 registró los siguientes porcentajes de hablantes en los idiomas:
| Lenguas         | Hablantes  | %    |
| --------------- | ---------- | ---- |
| Zulú            | 10 677 000 | 23.8 |
| Xhosa           | 7 907 000  | 17.6 |
| Afrikáans       | 5 983 000  | 13.3 |
| Sesoto sa leboa | 4 209 000  | 9.4  |
| Setsuana        | 3 677 000  | 8.2  |
| Inglés          | 3 673 000  | 8.2  |
| Sesoto          | 3 555 000  | 7.9  |
| Tsonga          | 1 992 000  | 4.4  |
| Suazi           | 1 194 000  | 2.7  |
| Venda           | 1 022 000  | 2.3  |
| Ndebele del sur | 712 000    | 1.6  |
| Otros idiomas   | 217 000    | 0.5  |
| Total           | 44 820 000 | 100  |